# 卡泰里尼夫卡 (紹斯特卡區)
51°39′18″N 34°5′21″E / 51.65500°N 34.08917°E
卡泰里尼夫卡（烏克蘭語：Катеринівка）是位於烏克蘭東北部的村莊，由蘇梅州紹斯特卡區的沙利希內市鎮負責管轄。該村處於克列文河畔，距離索斯尼夫卡3.5公里，海拔高度148米，2001年人口246。